# Хайнрих VIII (Ортенбург)
Хайнрих VIII (X) фон Ортенбург (на немски: Heinrich VIII (X) von Ortenburg; * 19 август 1594, замък Валдек при Кемнат; † 19 август 1622, Фльорюс, Белгия) от Имперското графство Ортенбург е обрист на охранителния полк в пфалцската войска през Тридесетгодишната война.

## Биография
Той е вторият син на граф Хайнрих VII фон Ортенбург (1556 – 1603) и втората му съпруга Йоханета фрайин цу Винеберг/Жанета фон Виненбург-Байлщайн (1565 – 1625), дъщеря на фрайхер Филип II фон Винебург-Байлщайн, бургграф на Алцай (1538 – 1600), и Юта фон Сайн-Витгенщайн († 1612). По-големият му брат Фридрих Казимир (1591 – 1658) е имперски граф на Ортенбург (1627 – 1658).
През голямата част от детството си Хайнрих VIII вероятно живее в Господството Валдек в Горен Пфалц. През 1617 г. той тръгва с флотата от единадесет кораба на граф Лудвиг фон Льовенщайн към Венеция да помага на Република Венеция в конфликта ѝ против Фриули. 23-годишният Хайнрих получава командването на пехотинска рота. Когато флотилията пристига на целта си, Фриули и Венеция вече са разрешили конфликта си. Затова Хайнрих VIII създава на пергамент красива морска карта с нарисуван пътя на флотилията.
Бохемците свалят получилия бохемската корона ерцхерцог Фердинанд II като крал и избират на 26 август 1619 г. Фридрих фон Пфалц за техния нов владетел. Въпреки това Фердинанд изненадващо е коронован за император в Прага.
Граф Хайнрих VIII е вече на служба при херцог Кристиан фон Брауншвайг-Волфенбютел. Той получава на 25 години командването на над 1000 коне. Във войската на граф Петер Ернст II фон Мансфелд, той тръгва за Прага. На 8 ноември 1620 г. се състои „битката на Бела гора“ близо до Прага, между войската на Католическата лига и бохемската войска. Бохемската главна войска под командването на княз Кристиан I фон Анхалт-Бернбург е решително победена. Бохемският Зимен крал, курфюрст Фридрих V фон Пфалц, бяга след това от Бохемия, но държи още здраво своята бохемска кралска титла.
През 1622 г. Хайнрих е полковник на кон в охранителната гарда на Мансвелд и командир на десет военни роти.
Хайнрих VIII (X) фон Ортенбург умира неженен и бездетен на 28 години на 19 август 1622 в битката при Фльорюс в Белгия против испанския военачалник Гонсало Фернандес де Кордоба.